# Delina Filkins
Delina Filkins, née Ecker le 4 mai 1815, décédée le 4 décembre 1928, est une supercentenaire américaine, reconnue comme la personne la plus âgée de son temps au moment de sa mort, et comme la première personne connue à avoir atteint l'âge vérifié de 113 ans.

## Biographie
Delina Filkins est née dans une cabane en rondins à Stark, dans le comté de Herkimer, dans l'État de New York, aux États-Unis, le 4 mai 1815. Son père était William Ecker. Ses deux parents étaient d'origine néerlandaise. La longévité était un atout majeur dans sa famille : son père a vécu jusqu'à 97 ans et sa mère jusqu'à 78 ans.
En 1826, Filkins quitta l'école pour travailler à la maison. En 1834, elle épousa John Filkins, avec qui elle eut six enfants. Ils exploitèrent une fromagerie. John mourut en 1890.
Le jour de son 101e anniversaire, Filkins avait une bonne vue et une bonne ouïe. À 107 ans, elle subit une opération. Le jour de son 111e anniversaire, on apprit que Filkins se réveillait chaque matin vers 5 h 30, faisait son lit, effectuait d'autres tâches ménagères et lisait. On mentionna également qu'elle portait des lunettes pour lire et que son ouïe était moins bonne qu'avant. Elle affirmait n'avoir aucun secret pour sa longévité.
L'âge de Delina Filkins la rendit célèbre. De nombreux articles de journaux, notamment de 1925 à 1928, ont été recensés à son sujet. Courtisée par les deux candidats américains à la présidence lors de l'élection présidentielle américaine de 1928, Delina Filkins devint la plus vieille électrice jamais enregistrée, votant à 113 ans en novembre 1928 ; son record ne fut battu qu'en 2008, lorsque Gertrude Baines vota à 114 ans.
Vers la fin de sa vie, la santé de Delina Filkins déclina et elle refusa initialement de rester alitée.
Delina Filkins mourut à Richfield Springs, dans l'État de New York, aux États-Unis, le 4 décembre 1928, à l'âge de 113 ans et 214 jours.

## Records de longévité
Delina Filkins était la personne connue la plus âgée au monde et la personne connue la plus âgée à avoir jamais vécu, au moment de son décès. Elle fut la quatrième supercentenaire validée de l'histoire, la deuxième à atteindre l'âge de 111 ans et la première à atteindre les âges de 112 et 113 ans.
Delina Filkins devint la personne validée la plus âgée de tous les temps en égalant l'âge de Louisa Thiers le 19 septembre 1926, et détient ce record jusqu'à ce qu'Eliza Underwood le dépasse le sien le 16 octobre 1979. 